# SCP 재단

변칙적인 생물, 장소, 사물 등을 확보, 격리, 보호하고 있다.
SCP는 주로 'SCP-XXXX'와 같은 일련번호와, 별칭을 붙여 부른다.

## 개요
scp 재단의 기원은 4chan의 /x/ 게시판에서 2007년 여름에 만들어진 SCP-173이다. 이듬해인 2008년 1월에 미디어위키 기반의 위키 사이트로 독립하여 SCP 재단 사이트가 개설되었다. 2008년 7월에 위키엔진과 호스팅을 위키닷으로 이전하여 지금까지 사이트를 유지하고 있다.
2012년 8월 10일에 네이버 카페 SCP 대한민국 지역사령부에서 위키사이트를 만들었고, 10월 16일에 공식 SCP 재단 한국 위키로 채택되었다.
2013년 1월 16일에 SCP 대한민국 지역사령부의 해킹으로 인해 SCP 재단 한국 위키가 독립적으로 운영하고있다.
각 페이지에서 위키의 회원들이 평가를 할 수 있어, 평점이 -10 이하가 되면 스태프들의 투표를 통해 해당 페이지를 삭제한다. 예외적으로 스팸 광고, 표절 등의 문제가 있다면 평점이 기준치 이상이더라도 스탭의 권한으로 삭제된다. 주말에는 삭제되지 않는다. 단순히 SCP의 대한 것만 창작하는 것이 아닌, SCP와 관련된 소설은 이야기(Tales)로 분류한다.
기원에 따라 장르를 크리피파스타로 분류하였지만, 개정된 안내에서 도시 판타지라고 명시되었다.

## 설정 및 세계관

### SCP 재단 (가공의 기관)
SCP 재단 위키에서 다루는 세계관 내의 등장하는 동명의 'SCP 재단' 이란 기관은 확보, 격리, 보호(Secure, Contain, Protect)의 약자의 이름을 딴 기관이며, 이 기관에서는 과학적으로 설명할 수 없는 초자연적인 생물, 물체, 현상, 지역등을 'SCP'로 분류해 감시, 연구하는 비밀 민간 단체이다. 공권력보다 현저히 위에 있고 전 세계 모든 국가들의 지원을 받고 있으며, 이렇게 분류된 'SCP'는 고유의 일련번호와 등급과 별칭이 부여가 된다. (예시:SCP-173 조각상) 격리난이도,격리실패시 위험정도 등에 따라 등급과 특수 격리 절차가 부여된다. 비밀등급도 있다.

## 번역 사이트
- 2011년 4월 19일, 러시아 사이트가 추가되었다.
- 2012년 10월 17일, 한국 사이트가 추가되었다.
- 2012년 10월 28일, 중국 사이트가 추가되었다.
- 2013년 1월 26일, 프랑스 사이트가 추가되었다.
- 2013년 6월 3일, 폴란드 사이트가 추가되었다.
- 2013년 10월 21일, 중국 사이트가 삭제되었다.[9]
- 2013년 11월 8일, 스페인 사이트가 추가되었다.
- 2013년 11월 10일, 중국 사이트가 다시 추가되었다.[10]
- 2013년 11월 27일, 태국 사이트가 추가되었다.
- 2013년 12월 4일, 일본 사이트가 추가되었다.
- 2016년 8월 24일, 독일 사이트가 추가되었다.
- 2017년 3월 6일, 이탈리아 사이트가 추가되었다.
- 2017년 6월 5일, 러시아 사이트가 삭제되었다.[11]

## 2차 창작
Rikkonen라는 인디 게임 제작자에 의해 SCP - Containment Breach라는 SCP 재단을 모티브로 한 게임이 만들어진 바 있다. 국내에서도 'SCP-Unidentified'라는 SCP 재단을 기반으로 한 게임이 만들어질 예정이였으나 취소되었다. 또한 Containment Breach를 기반하는 멀티게임인 'SCP: Secret Laboratory'라는 게임도 만들어졌다. 또한 'SCP-087'을 주제로 한 게임도 존재한다. 로블록스에도 site-61, rbreach, facillity lockdown, SCP 롤플레이, 알노머트리 브리지, NINETAIL FOXMOD, Containment Breach, SCP Futuristic SCP Roleplay, SCP096, 3008등이 있다.

## 같이 보기
- 크리피파스타
- 멘 인 블랙